# 이르쿠츠크역
이르쿠츠크역(Иркутск-Пассажирский вокзал)은 러시아 이르쿠츠크주 이르쿠츠크에 있는 역으로, 시베리아 횡단철도의 철도역이다.
시베리아 철도가 이르쿠츠크에 도달 한 것은 1898년 8월 16일이다. 첫 번째 역사는 1897 - 98년에 걸쳐 건설되었지만 1906 - 07년에 재건축되어 1936년에는 더욱 증축되었다.